# Toño Centella
Antonio Wilder Domínguez Vásquez (Lima, 18 de noviembre de 1965), conocido por su nombre artístico Toño Centella, es un cantante y político peruano, fundador y vocalista principal de la orquesta Toño y el Grupo Centella. Logró consolidar su carrera musical en la música chicha, siendo uno de los intérpretes del dicho género en la actualidad. En el ámbito político, es el actual regidor municipal del distrito de Comas para el periodo 2023-2026.

## Biografía

### Primeros años
Nació el 18 de noviembre de 1965 en la capital peruana Lima; bajo el nombre completo de Antonio Wilder Domínguez Vásquez.

### Carrera musical
Comenzó su carrera artística en 1983, conformando el elenco original de la agrupación de música chicha Pintura Roja, desempeñándose como uno de los vocalistas, compartiendo escenario con los fallecidos cantantes Johnny Orosco, Muñequita Sally y Princesita Mily.[cita requerida] En su estadía en el dicho grupo, fue intérprete del tema «Si tu te vas», en la que años más tarde, se convertiría en su éxito símbolo de su faceta en la música.
En el año 2002, Domínguez emprende una carrera como solista, fundando la orquesta titulada bajo el nombre de Toño y el Grupo Centella en el distrito de Independencia el 27 de julio de ese año, asumiendo el rol de vocalista y figura principal del dicho conjunto. Tras la fundación, Domínguez continuó en el género musical de Pintura Roja, además de añadir nuevos estilos: rock psicodélico, huaino, pandilla amazónica, cumbia colombiana y guaracha, y se ha desempeñado en la salsa por un breve tiempo. A partir de ese entonces, comienza a utilizar el nombre artístico de Toño Centella, utilizando el apócope de su nombre real y el de su banda. Como parte del estreno, lanzó su álbum debut Toño y el Grupo Centella ese año, añadiendo a «Si tu te vas al disco».
Durante su etapa solista, ganó popularidad durante los años 2000, por ser el intérprete de los temas musicales «No te olvidé», «Dónde estás amor», «Tu amor no vale la pena», «Mil amores» y las versiones de «Nostalgia» del grupo Antología, «Noche» de Vico y el Grupo Karicia, y «Amor de arena» de Dúo Romance. Gracias al éxito de su carrera como cantante, Centella participó en los conciertos populares en la capital Lima, y realizó giras internacionales por Europa, presentándose en España e Italia. En el año 2008, participó en su gira musical por algunas ciudades de Chile y Argentina, volviendo a los dichos países a finales del año siguiente.
En el año 2009, fue invitado a diferentes programas de la televisión peruana y lanzó su nuevo material musical para finales de año. También en ese año, se incursionó en el emprendimiento como fundador del centro educativo Colegio Privado Centella del Saber en el distrito de Independencia, siendo inaugurado en compañía del entonces alcalde Miguel Ángel Saldaña.
En el año 2015, prestó su colaboración con la orquesta El Lobo y la Sociedad Privada, liderada por el cantante José Luis Arroyo, para la elaboración de la nueva versión a dúo de «Si te vas, qué haré». Años más tarde, en 2020 colabora con la cantante Marisol para el lanzamiento del sencillo «Con la sangre de mis venas», logrando gran aceptación en la plataforma YouTube y en las emisoras locales como Nueva Q.
En el año 2023, lanzó su disco recopilatorio Pena siendo por ti, comprendiendo el tema musical homónimo, interpretado originalmente por el cantautor ecuatoriano Segundo Rosero. Seguidamente, colaboró con Chacalón Jr., hijo del fallecido cantante Chacalón, para un nuevo proyecto musical.

### Carrera política
En el año 2022, lanzó su candidatura como regidor municipal del distrito de Comas por el partido político Somos Perú, para el periodo 2023-2026, en la que ganó el cargo, tras la victoria del político Ulises Villegas, quien asumió la alcaldía de la dicha localidad. El 1 de enero de 2023, Domínguez asumió de manera oficial el cargo junto al político Saúl Tineo, obteniendo críticas negativas de la presentadora Magaly Medina, por su poca experiencia en la política y su incumplimiento en el cargo. Según en su entrevista para el portal Comas TV, Domínguez admitió que su cargo de regidor es un reto asumir con responsabilidad, afirmando que es «algo nuevo» para él. El 19 de enero de 2023, fue asignado al cargo de Secretario de la Comisión de Desarrollo Social, Participación Vecinal, Educación, Cultura, Juventud y Deporte.
Domínguez fue condecorado por el Congreso de la República del Perú con el Premio Embajador de la Paz en 2023.

### Otras participaciones
Se incursionó en el emprendimiento como fundador del centro educativo Colegio Privado Centella del Saber en el distrito de Independencia, siendo inaugurado en compañía del entonces alcalde Miguel Ángel Saldaña.
Años más tarde, inauguró su propio restobar en el distrito de Comas, en el año 2022.

## Vida personal
Centella es padre de tres hijos.
En el año 2014, fue denunciado por su expareja Celia Sánchez por no cumplir con la manutención de sus hijos, siendo su caso televisado en el programa Nunca más del canal ATV.
En el año 2020, fue capturado por la Policía Nacional del Perú por haber participado en una fiesta COVID-19. En ese mismo año, fue denunciado por Marvin Salas, integrante de la Orquesta Zaperoko, por amenaza de muerte.

## Discografía

### Álbumes de estudio
- 2002: Toño y el Grupo Centella
- 2015: Rico Trujillo
- 2017: Gira España
- 2020: Volumen 1
- 2020: Internacional
- 2020: Gira Argentina
- 2020: Ica
- 2020: Chincha
- 2020: Volumen 2
- 2020: Volumen 3
- 2020: Volumen 4
- 2020: Volumen 5
- 2020: Volumen 6
- 2020: Volumen 7
- 2020: Volumen 8
- 2020: Volumen 9
- 2020: Domingos de fiesta
- 2021: Regresamos con fuerza
- 2021: Éxitos del recuerdo (en vivo)
- 2021: 21 Aniversario
- 2021: Your club, tour Argentina
- 2021: El Huaralino Internacional
- 2022: El Tayta
- 2022: Para ti, mamá
- 2023: Amnesia (en vivo)
- 2024: Un flechazo al corazón

### Sencillos
- 2020: Mil pedazos
- 2020: Dónde estás amor (versión salsa)
- 2021: Me equivoqué
- 2021: Mix Chacalón
- 2021: Tu recuerdo
- 2021: Dónde estarás/Gozas la vida
- 2022: Me sobran las palabras
- 2023: La noche y tu foto